# Will Evans
Pour les articles homonymes, voir Evans.
Pas d'image ? Cliquez ici

a Compétitions nationales et continentales officielles uniquement.

b Matchs officiels uniquement.
Dernière mise à jour le 28 décembre 2024.
Will Evans, né le 28 janvier 1997 à Norwich (Angleterre), est un joueur anglais de rugby à XV jouant au poste de troisième ligne aile avec les Harlequins.

## Biographie
Will Evans naît à Norwich et commence la pratique du rugby à XV au Wymondham RFC.
Il commence sa carrière professionnelle aux Leicester Tigers en 2016 et joue son premier match à 19 ans contre Gloucester Rugby.
Il est sélectionné avec l'équipe d'Angleterre des moins de 20 ans pour le Championnat du monde junior 2016. Il est titulaire lors de la finale remportée contre l'Irlande.
En août 2016, il est présélectionné par Eddie Jones en équipe d'Angleterre pour un camp d'entraînement.
À la fin de la saison 2016-2017, il est sélectionné pour le Championnat du monde junior 2017 mais ne peut pas y participer à cause d'une blessure.
À partir de la saison 2019-2020, il rejoint les Harlequins. Dès sa première saison, il est titulaire lors de la finale de Coupe d'Angleterre perdue contre les Sale Sharks.
Il manque ensuite la finale du Championnat d'Angleterre 2020-2021 contre les Exeter Chiefs à cause d'une fracture du tibia.
Il est élu dans l'équipe type de la Champions Cup en 2023-2024 alors que les Harlequins ont été éliminés en demi-finale par le Stade toulousain. Il réalise un total de 98 plaquages durant toute la compétition.